# Lothar Kupfer
Lothar Kupfer (* 1950) ist ein deutscher ehemaliger CDU-Politiker. Er war vom 31. März 1992 bis 11. Februar 1993 der Innenminister von Mecklenburg-Vorpommern.

## Biografie
Kupfer war in der DDR-Zeit verantwortlicher Funktionär des Rates des Bezirkes Rostock. Von Ende 1990 bis März 1992 war er Landrat des Landkreises Ribnitz-Damgarten.

### Politik
Kupfer schloss sich 1971 der CDU der DDR an. Er war Absolvent der Parteihochschule der CDU.
Nach dem Rücktritt von Ministerpräsident Alfred Gomolka und dessen Innenminister Georg Diederich übernahm er im März 1992 unter dem neuen Ministerpräsidenten Berndt Seite das Innenministerium.
Die im Januar 1992 von Innenminister Georg Diederich (CDU) beschlossene Verlegung der Zentralen Aufnahmestelle für Asylsuchende (ZAst) nahm Kupfer zunächst zurück. Als sich die Lage verschärfte sollte die hoffnungslos überfüllt ZAst doch zum 1. September 1992 verlegt werden.
Zentrales Ereignis während seiner kurzen Zeit als Minister waren dann die Ausschreitungen in Rostock-Lichtenhagen im August 1992. Kupfer wurden massive Versäumnisse und Fehlverhalten bei der Planung und Durchführung der Polizeieinsätze vorgeworfen. Noch während der bürgerkriegsähnlichen Zustände ging er nach Hause um „mal die Wäsche zu wechseln und unter die Dusche zu gehen.“, um, nachdem die Lage sich Tage später wieder beruhigt hatte, im WDR zu sagen: „Die Rechten haben bewirkt, die Politiker dafür zu sensibilisieren, dass das Asylrecht eingeschränkt wird und dass das Sicherheitsgefühl an erster Stelle steht – nicht nur in Ostdeutschland.“ Nachdem sich im Rahmen der Nachuntersuchungen der Krawalle die gegen ihn gerichteten Vorwürfe über schwere Versäumnisse im Wesentlichen bestätigten, trat er, auch auf Druck aus der CDU, im März 1993 als Innenminister zurück und verließ später auch die CDU. Nachfolger als Innenminister wurde Rudi Geil, CDU.